# 峡江県
峡江県（きょうこう-けん）は中華人民共和国江西省吉安市に位置する県。

## 行政区画
- 鎮:水辺鎮、馬埠鎮、巴邱鎮、仁和鎮、硯渓鎮、羅田鎮
- 郷:桐林郷、福民郷、戈坪郷、金江郷
- 民族郷:金坪民族郷

## 交通

### 鉄道
- 中国国家鉄路集団
  - 京九線、昌贛旅客専用線
    - 峡江駅

### 道路
- 高速道路
  - 樟吉高速道路
- 国道
  - G105国道